# Francisco Segovia
Francisco Segovia (México, Distrito Federal, hoy Ciudad de México, 1958) es un poeta, traductor y lexicógrafo mexicano. Forma parte del equipo que redacta el Diccionario del español de México (DEM), en El Colegio de México, y del Sistema Nacional de Creadores de Arte.  Es hijo de los escritores Tomás Segovia e Inés Arredondo. Ingresó a la carrera de Letras Hispánicas en la UNAM, pero no la terminó. Posteriormente, recibió del Consejo Británico una beca de "Non-degree research studies",  para hacer investigación en el King's College de Londres la cual derivó en el libro The Double Knight (inédito), sobre un tema de La muerta de Arturo, de Thomas Malory. En 1976, ganó una beca de poesía del concurso Salvador Novo del Centro Mexicano de Escritores. En 1992, ganó el concurso de beca de creadores del Fondo Nacional para la Cultura y las Artes. Es considerado uno de los poetas mexicanos más sobresalientes de su generación. Fue miembro fundador y colaborador de varias revistas de literatura, entre las que destaca Fractal y Vuelta.

## Obras
- Detrás de las palabras (reflexiones en torno a la tramoya de la lengua) (2017)
- Agua (2015)
- Aire común (Poesía reunida 1994-2011) (2015)
- Partidas (2011)
- Elegía (2007)
- Ley natural (2007)
- Sequía (2002)
- Bosque (2002)
- Rellano (1998)
- Retrato hablado (1996)
- Abalorios y otras cuentas (1996)
- El aire habitado (1995)
- Fin de fiesta (1994)
- Nao (1990)
- Figuraciones (1990)
- Conferencia de vampiros (1988)
- Ocho notas (1986)
- El error (1981)
- Alquimia de la luz (1979)
- Sin sombra (1979)
- Dos extremos (1977)
- Huevos de Pascua (2012)